# Alcides orontiaria
Alcides orontiaria är en fjärilsart som beskrevs av Jacob Hübner 1816/27. Alcides orontiaria ingår i släktet Alcides och familjen Uraniidae. Inga underarter finns listade i Catalogue of Life.